# Список вулиць Харкова (Ґ)
| Назва         | Тип  | Довжина, м | Колишні назви        | Район(и)        | Місцевість             |
| ------------- | ---- | ---------- | -------------------- | --------------- | ---------------------- |
| Ґарета Джонса | вул. | 580        | Спартака             | Салтівський     | Захарків, Рашкіна Дача |
| Ґрунтовий     | пр-д | 115        | 1-й проїзд Докучаєва | Холодногірський | Залютине               |